# Карлос Мартінес (футболіст)
Карлос Мануель Мартінес Кастро (ісп. Carlos Manuel Martínez Castro, нар. 30 березня 1999, Санта-Ана) — костариканський футболіст, захисник клубу «Сан-Карлос».
Виступав, зокрема, за клуби «Ейпен» та «Гуадалупе», а також національну збірну Коста-Рики.

## Клубна кар'єра
Народився 30 березня 1999 року в місті Санта-Ана. Вихованець Академії Aspire.
У дорослому футболі дебютував 2017 року виступами за команду «Ейпен», в якій провів два сезони, але участь у матчах чемпіонату не брав. 
Протягом 2019 року захищав кольори клубу «Ередіано».
Своєю грою за останню команду привернув увагу представників тренерського штабу клубу «Гуадалупе», до складу якого приєднався 2019 року. Відіграв за Відіграв за наступний сезон своєї ігрової кар'єри. Більшість часу, проведеного у складі У складі, був основним гравцем захисту команди.
До складу клубу «Сан-Карлос» приєднався 2020 року. Станом на 31 березня 2022 року відіграв за костариканську команду 42 матчі в національному чемпіонаті.

## Виступи за збірні
2018 року залучався до складу молодіжної збірної Коста-Рики. На молодіжному рівні зіграв у 5 офіційних матчах.
2022 року дебютував в офіційних матчах у складі .
18 березня 2022 року отримав свій перший виклик до національної збірної Коста-Рики під керівництвом Луїса Фернандо Суареса, щоб взяти участь у заключному матчі відбіркового раунду чемпіонату світу 2022. Дебютував на міжнародному рівні 27 березня, зігравши останні сімнадцять хвилин перемжного матчу із Сальвадором (2-1) на Естадіо Кускатлан. 30 березня вперше вийшов у старті в переможному матчі проти США (2-0), а його команда посіла четверте місце в міжконтинентальній зоні відбіру.
13 травня 2022 року був викликаний для підготовки до Ліги націй КОНКАКАФ. 
14 червня 2022 року вийшов на заміну у другому таймі в матчі, де його команда кваліфікувалась на Чемпіонат світу 2022 після перемоги над Новою Зеландією з рахунком 1-0 в матчі міжконтинентального плей-офф, який проходив у країні-господарі Катарі.
У складі збірної був учасником чемпіонату світу 2022 року у Катарі.
| Дата      | Місто                    | Господарі      | Результат | Гості         | Турнір                                   | Голи | Примітки |
| --------- | ------------------------ | -------------- | --------- | ------------- | ---------------------------------------- | ---- | -------- |
| 24-3-2022 | Сан-Сальвадор            | Сальвадор      | 1 – 2     | Коста-Рика    | Відбір до ЧС 2022                        | -    | 73'      |
| 30-3-2022 | Сан-Хосе                 | Коста-Рика     | 2 – 0     | США           | Відбір до ЧС 2022                        | -    |          |
| 5-6-2022  | Сан-Хосе                 | Коста-Рика     | 2 – 0     | Мартиніка     | Ліга націй КОНКАКАФ 2022–2023 - 1-й етап | -    |          |
| 14-6-2022 | Ер-Райян (муніципалітет) | Коста-Рика     | 1 – 0     | Нова Зеландія | Відбір до ЧС 2022                        | -    | 46'      |
| 23-9-2022 | Коян                     | Південна Корея | 2 – 2     | Коста-Рика    | товариський матч                         | -    | 78'      |
| 27-9-2022 | Сувон                    | Узбекистан     | 1 – 2     | Коста-Рика    | товариський матч                         | -    | 65'      |
| Усього    |                          | Матчів         | 6         |               | Голів                                    | 0    |          |